# Phoenix rupicola
Phoenix rupicola är en enhjärtbladig växtart som beskrevs av John Smith. Phoenix rupicola ingår i släktet Phoenix och familjen Arecaceae. IUCN kategoriserar arten globalt som nära hotad. Inga underarter finns listade i Catalogue of Life.